# Marvel Press
Marvel Press é uma linha editorial da Marvel Comics dedicada a romances, criada em 2004. Com histórias baseadas nos personagens do Universo Marvel, estes livros de prosa destinam-se a públicos diferentes, desde livros para crianças a ficção para adultos. 

## Títulos publicados
| Título                           | Autor                                                                           | ISBN | Data de Lançamento                                             |
| -------------------------------- | ------------------------------------------------------------------------------- | --- | -------------------------------------------------------------- |
| Mary Jane                        | Judith O'Brien                                                                  | ISBN 0785113088 / ISBN 9780785113089 (capa dura); ISBN 0785114408 / ISBN 9780785114406 (livro de bolso)                                  | Junho de 2003 (capa dura); Junho de 2004 (livro de bolso)      |
| Mary Jane 2                      | Judith O'Brien                                                                  | ISBN 0785114335/ ISBN 9780785114338 (capa dura); ISBN 0785114408 / ISBN [???] (livro de bolso)                                           | Julho 2004 (capa dura); 2004 (livro de bolso)                  |
| Wolverine: Weapon X              | Marc Cerasini                                                                   | ISBN 0785116052 / ISBN 9780785116059 (capa dura) Marvel (capa dura) ; ISBN 141652164X / ISBN 9781416521648 Pocket Books (livro de bolso) | Novembro de 2004 (capa dura); Outubro de 2005 (livro de bolso) |
| Spider Man: Enter Doctor Octopus | Louise A Gikow (texto), Mark Bagley (Ilustração), Francisco Herrera(Ilustração) | ISBN 0785115870 (livro de bolso) | Novembro de 2004                                               |

Todos estes títulos são inéditos nos países lusófonos, exceto Wolverine, já publicado pela Panini na Coleção Marvel Pocket Books, ou seja edições em livros de bolso.
A Coleção Marvel Pocket Books é inspirada nas versões de bolso publicadas pela editora Pocket Books.